# Championnats panaméricains de triathlon
Les championnats panaméricains courte distance de triathlon organisés par la fédération panaméricaine de triathlon se sont déroulés pour la première fois en 1997. Ils se courent sur la distance M (distance olympique) . Tous les quatre ans, ils prennent comme support les Jeux panaméricains. De 1991 à 1996, la fédération internationale a attribué les titres de champion et championne panaméricain en utilisant comme support des compétitions de la coupe du monde de triathlon se déroulant sur le continent américain.

## Palmarès

### Organisation PATCO(CAMTRI)
| Année | Lieu                                   | Champion panaméricain                  | Temps                                  | Championne panaméricaine               | Temps                                  |
| ----- | -------------------------------------- | -------------------------------------- | -------------------------------------- | -------------------------------------- | -------------------------------------- |
| 2024  | Miami, États-Unis                      | Morgan Pearson                         | 1 h 43 min 39 s                        | Elizabeth Bravo                        | 1 h 57 min 37 s                        |
| 2023  | Veracruz, Mexique                      | John Reed                              | 1 h 43 min 49 s                        | Rosa Maria Tapia Vidal                 | 1 h 59 min 38 s                        |
| 2022  | Montevideo, Uruguay                    | Crisanto Grajales                      | 1 h 51 min 12 s                        | Luisa Baptista                         | 2 h 2 min 18 s                         |
| 2021  | St George, États-Unis                  | Irving Pérez                           | 1 h 52 min 2 s                         | Gina Sereno                            | 2 h 6 min 51 s                         |
| 2020  | Épreuve annulée pour cause de Covid-19 | Épreuve annulée pour cause de Covid-19 | Épreuve annulée pour cause de Covid-19 | Épreuve annulée pour cause de Covid-19 | Épreuve annulée pour cause de Covid-19 |
| 2019  | Monterrey, Mexique                     | Irving Pérez                           | 1 h 44 min 11 s                        | Elizabeth Bravo                        | 1 h 58 min 45 s                        |
| 2018  | Brasilia, Brésil                       | Manoel Messias                         | 1 h 50 min 56 s                        | Luisa Baptista                         | 2 h 4 min 31 s                         |
| 2017  | Puerto López, Équateur                 | Manoel Messias                         | 1 h 42 min 15 s                        | Sophie Chase                           | 2 h 3 min 11 s                         |
| 2016  | Buenos Aires, Argentine                | Luciano Taccone                        | 1 h 45 min 36 s                        | Luisa Baptista                         | 2 h 0 min 26 s                         |
| 2015  | Toronto, Canada                        | Crisanto Grajales                      | 1 h 48 min 58 s                        | Barbara Riveros Diaz                   | 1 h 57 min 18 s                        |
| 2014  | Dallas, États-Unis                     | Crisanto Grajales                      | 1 h 47 min 9 s                         | Adriana Barraza                        | 1 h 59 min 41 s                        |
| 2013  | Vila Velha, Brésil                     | Rodrigo González                       | 1 h 46 min 9 s                         | Pâmella Oliveira                       | 2 h 8 min 16 s                         |
| 2012  | La Paz, Argentine                      | Tyler Butterfield                      | 1 h 53 min 36 s                        | Sarah-Anne Brault                      | 2 h 7 min 10 s                         |
| 2011  | Guadalajara, Mexique                   | Reinaldo Colucci                       | 1 h 48 min 2 s                         | Sarah Haskins                          | 1 h 57 min 37 s                        |
| 2010  | Puerto Vallarta, Mexique               | Matt Chrabot                           | 1 h 54 min 48 s                        | Carla Moreno                           | 2 h 4 min 52 s                         |
| 2009  | Oklahoma, États-Unis                   | Matthew Reed                           | 1 h 52 min 23 s                        | Mary Beth Ellis                        | 2 h 5 min 35 s                         |
| 2008  | Mazatlán, Mexique                      | Matt Chrabot                           | 1 h 46 min 9 s                         | Jillian Petersen                       | 1 h 56 min 36 s                        |
| 2007  | Rio de Janeiro, Brésil                 | Andy Potts                             | 1 h 52 min 31 s                        | Julie Ertel                            | 1 h 57 min 23 s                        |
| 2006  | Brasilia, Brésil                       | Paul Tichelaar                         | 1 h 54 min 35 s                        | Kathy Tremblay                         | 2 h 11 min 0 s                         |
| 2005  | Bogota, Colombie                       | Ricardo Cardeño                        | 1 h 54 min 5 s                         | María Carmenza Morales                 | 2 h 10 min 50 s                        |
| 2004  | Acapulco, Mexique                      | Hunter Kemper                          | 1 h 45 min 58 s                        | Sheila Taormina                        | 1 h 57 min 51 s                        |
| 2003  | Saint-Domingue, République dominicaine | Hunter Kemper                          | 1 h 52 min 1 s                         | Jill Savege                            | 1 h 58 min 30 s                        |
| 2002  | Rio de Janeiro, Brésil                 | Leandro Macedo                         | 1 h 49 min 55 s                        | Kelly Handel                           | 2 h 2 min 19 s                         |
| 2001  | Clermont, États-Unis                   | Daniel Fontana                         | 1 h 51 min 52 s                        | Carol Montgomery                       | 2 h 0 min 54 s                         |
| 2000  | Cancún, Mexique                        | Oscar Galíndez                         | 1 h 44 min 12 s                        | Siri Lindley                           | 1 h 57 min 52 s                        |
| 1999  | Winnipeg, Canada                       | Gilberto González                      | 1 h 48 min 18 s                        | Sharon Donnelly                        | 1 h 59 min 15 s                        |
| 1998  | Varadero, Cuba                         | Oscar Galíndez                         | 1 h 50 min 27 s                        | Adriana Piacsek                        | 2 h 3 min 30 s                         |
| 1997  | Puerto Vallarta, Mexique               | Eligio Cervantes                       | 1 h 48 min 29 s                        | Carol Montgomery                       | 2 h 10 min 3 s                         |

### Organisation ITU
| 1996 | Vitória, Brésil           | Uzziel Valderrábano | 1 h 53 min 23 s | Janet Hatfield | 2 h 10 min 44 s |
| 1995 | Mar del Plata, Argentine, | Leandro Macedo      | 1 h 51 min 14 s | Karen Smyers   | 2 h 4 min 52 s  |
| 1994 | Mar del Plata, Argentine, | Oscar Galíndez      | 1 h 50 min 13 s | Gail Laurence  | 2 h 8 min 13 s  |
| 1993 | St. Thomas, États-Unis,   | Mike Pigg           | 2 h 14 min 7 s  | Karen Smyers   | 2 h 33 min 13 s |
| 1992 | San Andrés, Colombie,     | Mark Bates          | 1 h 52 min 29 s | Melissa Mantak | 2 h 6 min 55 s  |
| 1991 | Ixtapa, Mexique           | Brad Kearns         | 1 h 59 min 48 s | Karen Smyers   | 2 h 12 min 34 s |

## Victoires d'épreuves par nation
| Rang | Nation     | Victoires |
| ---- | ---------- | --------- |
| 1    | États-Unis | 25        |
| 2    | Brésil     | 11        |
| 3    | Mexique    | 10        |
| 4    | Canada     | 8         |
| 5    | Argentine  | 5         |
| 6    | Colombie   | 2         |
| 6    | Équateur   | 2         |
| 8    | Bermudes   | 1         |
| 8    | Chili      | 1         |
| 8    | Venezuela  | 1         |